# Naushonia latimana
Naushonia latimana is een tienpotigensoort uit de familie van de Laomediidae. De wetenschappelijke naam van de soort is voor het eerst geldig gepubliceerd in 2010 door Komai & Anker.